# Gabriella Mondello
Gabriella Mondello (Bedonia, 1º maggio 1944) è una politica italiana, già deputata dell'Unione di Centro. In precedenza, aveva fatto parte del Popolo della Libertà, di Forza Italia e della Democrazia Cristiana.
È stata sindaca di Lavagna ininterrottamente dal 1980 al 2004.

## Biografia
Insegnante di scuola media superiore di materie letterarie presso il Liceo classico statale Federico Delpino di Chiavari, nella XIV e nella XV Legislatura ha fatto parte della commissione Ambiente.

La Mondello al Rischiatutto con Mike Bongiorno

È diventata nota al grande pubblico nel 1973 come campionessa nel quiz televisivo Rischiatutto condotto da Mike Bongiorno, in cui si presentava come esperta sulle opere di Giovanni Verga.

### Carriera politica
Fu eletta sindaco del suo comune di residenza, Lavagna, e la sua amministrazione si è rivelata molto duratura, essendo stata rieletta per 24 anni, sino a quando non le fu più permesso di ricandidarsi a causa del decreto legge che non consente più di due incarichi consecutivi alla guida di un comune.
Alle elezioni politiche del 1994, dopo lo scioglimento della Democrazia Cristiana, era candidata per la Camera dei deputati nel collegio uninominale della sua città, per lo schieramento centrista del Patto per l'Italia, in quota al Partito Popolare Italiano.
Successivamente passò a Forza Italia, nelle cui liste fu eletta alla Camera consecutivamente per tre legislature, dal 2001 al 2013.
Il 29 luglio 2009 ha abbandonato Il Popolo della Libertà per aderire al gruppo dell'UdC di Pier Ferdinando Casini.
Ha fatto parte anche della Commissione parlamentare per la semplificazione della legislazione.
Alle elezioni politiche del 2013, dopo la caduta del governo Monti sostenuto dall'UdC, si è presentata candidata nelle liste dello stesso partito, ma non è stata rieletta. Subito dopo la mancata rielezione ha annunciato di ritenere terminata la sua esperienza politica.
In vista delle elezioni comunali di Lavagna del 2014 con il suo movimento Per la buona amministrazione sostiene Pino Sanguineti che risulterà poi vincitore mentre l'anno seguente insieme a Sanguineti sostiene la candidatura di Raffaella Paita del Partito Democratico in vista delle elezioni regionali.

### Controversie giudiziarie
Il 20 giugno 2016 Gabriella Mondello viene sottoposta alla misura degli arresti domiciliari nell'ambito di una vasta indagine sulla presenza della 'ndrangheta in Liguria. Sono coinvolti nell'operazione anche l'allora sindaco di Lavagna Giuseppe Sanguineti, alcuni appartenenti alle famiglie calabresi Nucera e Rodà ed altri fra amministratori e dipendenti comunali. 
Alla ex Sindaco e Deputata Mondello vengono contestati quattro episodi: avere ricevuto cose di valore per fare assumere un conoscente, avere fatto ottenere illecitamente il cambio di residenza ad una conoscente per consentirle di beneficiare della legge 104, avere favorito i gestori dei chioschi che affittano ombrelloni sulle spiagge del litorale ed infine avere raccolto voti presso Paolo Nucera, a sostegno della lista elettorale di Sanguineti, in cambio di promesse o vantaggi.
Il processo di primo grado, davanti al Tribunale di Genova, ha rivelato che le prime tre accuse erano completamente senza fondamento: Gabriella Mondello è stata assolta in via definitiva da tutte e tre perché il fatto non sussiste. È stata invece giudicata responsabile e condannata alla pena di un anno e sei mesi di reclusione per la raccolta di voti a favore della liste di Sanguineti anche se non era apparso comprensibile neppure se il suo ruolo fosse quello di chi promette od offre vantaggi in cambio di voti altrui oppure di chi li riceve, in cambio del voto proprio.
Il processo di appello si è concluso con l'annullamento dell'unica condanna a carico di Gabriella Mondello - mentre tutto gli altri imputati vengono condannati - in quanto la Corte ha ritenuto che l'accusa mossa a suo carico fosse talmente generica da rendere nullo il capo di imputazione. Nell’aprile 2021 la Corte di Cassazione conferma le condanne del processo di appello; tuttavia la Mondello rimane fuori dal novero dei condannati ed il procedimento si chiude. Due mesi più tardi, però, torna a processo con l’accusa di corruzione elettorale. Verrà condannata nel maggio del 2024 a otto mesi per corruzione elettorale: avrebbe interceduto per favorire nel 2014 l’elezione di Luigi Barbieri, diventato poi vice sindaco.